# Château de Bandeville
Pour les articles homonymes, voir Bandeville.
Le château de Bandeville est un château français de style Louis XIII situé dans la commune de Saint-Cyr-sous-Dourdan dans le département de l'Essonne et la région d'Île-de-France. Construit en 1622 pour Thierry Sevin, président au Parlement de Paris, il est resté dans la famille de Pourtalès depuis son acquisition en 1806 par James-Alexandre de Pourtalès.

## Situation
| \| Localisation du château de Bandeville dans l'Essonne. · Château de Bandeville \| Localisation du château de Bandeville dans l'Essonne. |
| Localisation du château de Bandeville dans l'Essonne. · Château de Bandeville                                                             |

Le château de Bandeville est situé dans la commune française de Saint-Cyr-sous-Dourdan, dans l'ancienne province de Hurepoix, aujourd'hui département de l'Essonne et la région Île-de-France, au sud-ouest de Paris. On y accède directement par l'autoroute A10, sortie Dourdan.

## Histoire
Dans un lieu très anciennement occupé par l'homme, le fief de Bandeville est créé après les incursions normandes. En 1236, Simon de Bandeville tient dans son fief une simple maison forte, avec colombier et jardin.
En 1530, Thomas Rappouël, notaire et secrétaire du roi et de sa chambre, surintendant des finances, acquiert Bandeville, puis d'autres fiefs au cours des années suivantes. Il fait agrandir le château et crée un parc. Sa fille, Charlotte Rappouël (†1573), dame de Bandeville, apporte le fief à la famille du Drac par son mariage en 1536 avec Adrien du Drac (1509-1573), vicomte d'Aÿ. Celui-ci, sans postérité, transmet le fief à son neveu, Jean du Drac, maître des requêtes et conseiller au Parlement de Paris.
Thierry Sevin (†1627), sgr de Quincy-les-Meaux, etc, conseiller à la Cour des aides puis président de la Seconde Chambre des Enquêtes du Parlement de Paris (1612), épouse en secondes noces le 20 juin 1610 Louise du Drac, fille de Jean du Drac, et devient ainsi le maître de Bandeville. Il parachève la constitution du domaine en achetant en 1618 le fief de La Tour Saint-Cyr. En 1622, il fait construire le nouveau château dans le style Louis XIII. Il eut de son premier mariage un fils, Charles, tige des sgrs de Quincy, et du second Jean, sgr de Bandeville, qui fut conseiller au Pmt de Paris (1634), maître des requêtes (1636), et mourut en 1650. Son fils Louis, dit le marquis de Bandeville, fut lieutenant au régiment des Gardes, colonel d'infanterie, et mourut des blessures reçues au combat d'Ensheim en 1674. Ses créanciers font saisir le fief, qui est vendu à François Bazin (20 mars 1676). 
En avril 1682, Bandeville est érigé en marquisat au profit de François Bazin, maître des requêtes, qui fait transformer le château. Pendant tout le XVIIIe siècle, il reste détenu par une grande famille de parlementaires parisiens, à commencer par Pierre Doublet de Crouy (1667-1739), qui l'achète par contrat du 18 décembre 1704, confirmé marquis de Bandeville par lettres de mai 1705. Ses deux fils, Pierre-François (1705-1761), qui le reçut pour son mariage (1738) resté sans postérité, ensuite président au Parlement, et Michel (1707-1791), conseiller et fermier général, lui succèdent.
En 1806, le domaine est acquis par le comte James-Alexandre de Pourtalès (1776-1855). Il est depuis lors demeuré dans la famille de Pourtalès, devenue également propriétaire du château du Marais voisin par le mariage du comte James de Pourtalès (1911-1996) avec Violette de Talleyrand-Périgord (1915-2003). Leur fils Hélie (né en 1938) fut autorisé par décret du 13 octobre 2005 à ajouter à son nom patronymique celui de Talleyrand-Périgord afin de s'appeler « de Pourtalès de Talleyrand-Périgord ».

## Architecture
Le château présente un grand corps de logis simple en profondeur élevé de deux étages sur un demi-sol et cantonné de deux pavillons en saillie, auxquels ont été accolés ultérieurement deux autres pavillons ; bien que plus petits, ceux-ci respectent toutefois l'harmonie du bâtiment. Les façades sont construites en moellons chaînées de briques rouges pour les encadrements de fenêtres.
Le château, édifié à mi-pente de la vallée de la Rémarde, est entouré d'un vaste parc créé à l'origine par Thomas Rappouël et réaménagé en parc à l'anglaise par Louis-Sulpice Varé en 1833. C'est sans doute à ce dernier qu'on doit la curieuse loge d'entrée, qui mêle les styles néo-gothique et style éclectique égyptien. Ces transformations ont entraîné la disparition d'un jardin à la française dont on perçoit encore le bassin, transformé en étang pittoresque, et dont certains éléments de statuaire ont été remployés.
À droite du château, la basse-cour ou cour des communs avec son colombier date probablement de l'époque de la construction du château.

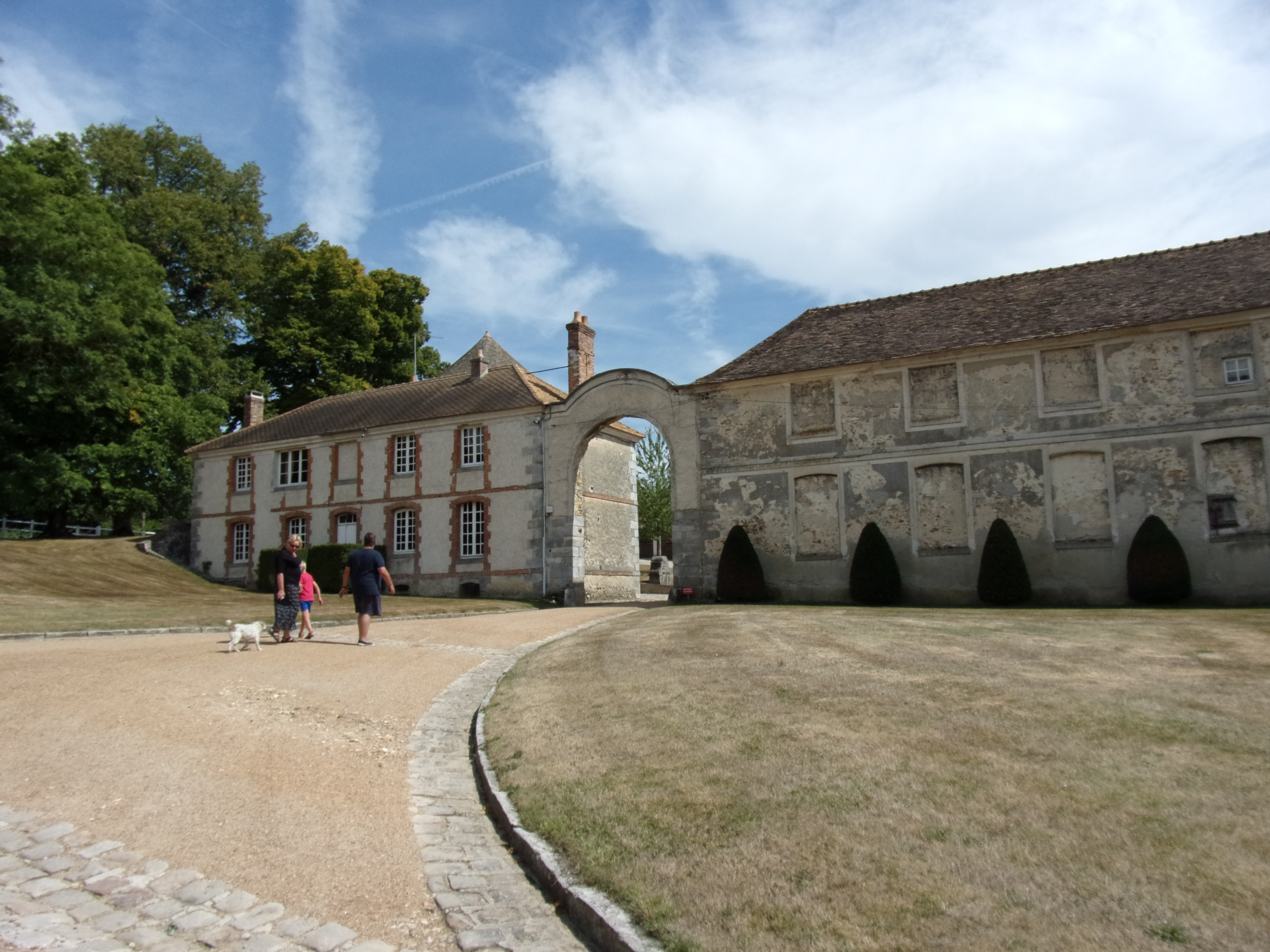
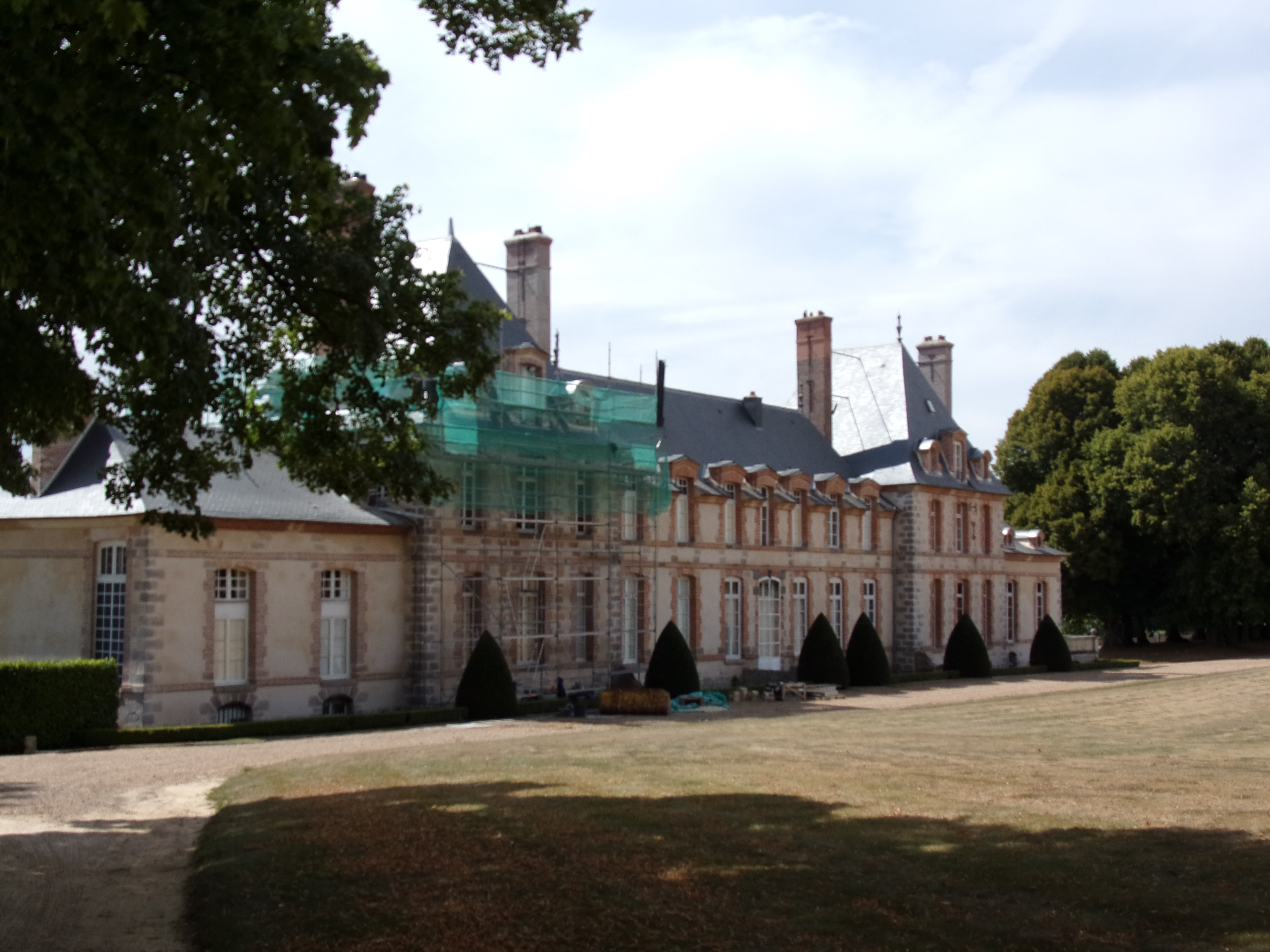
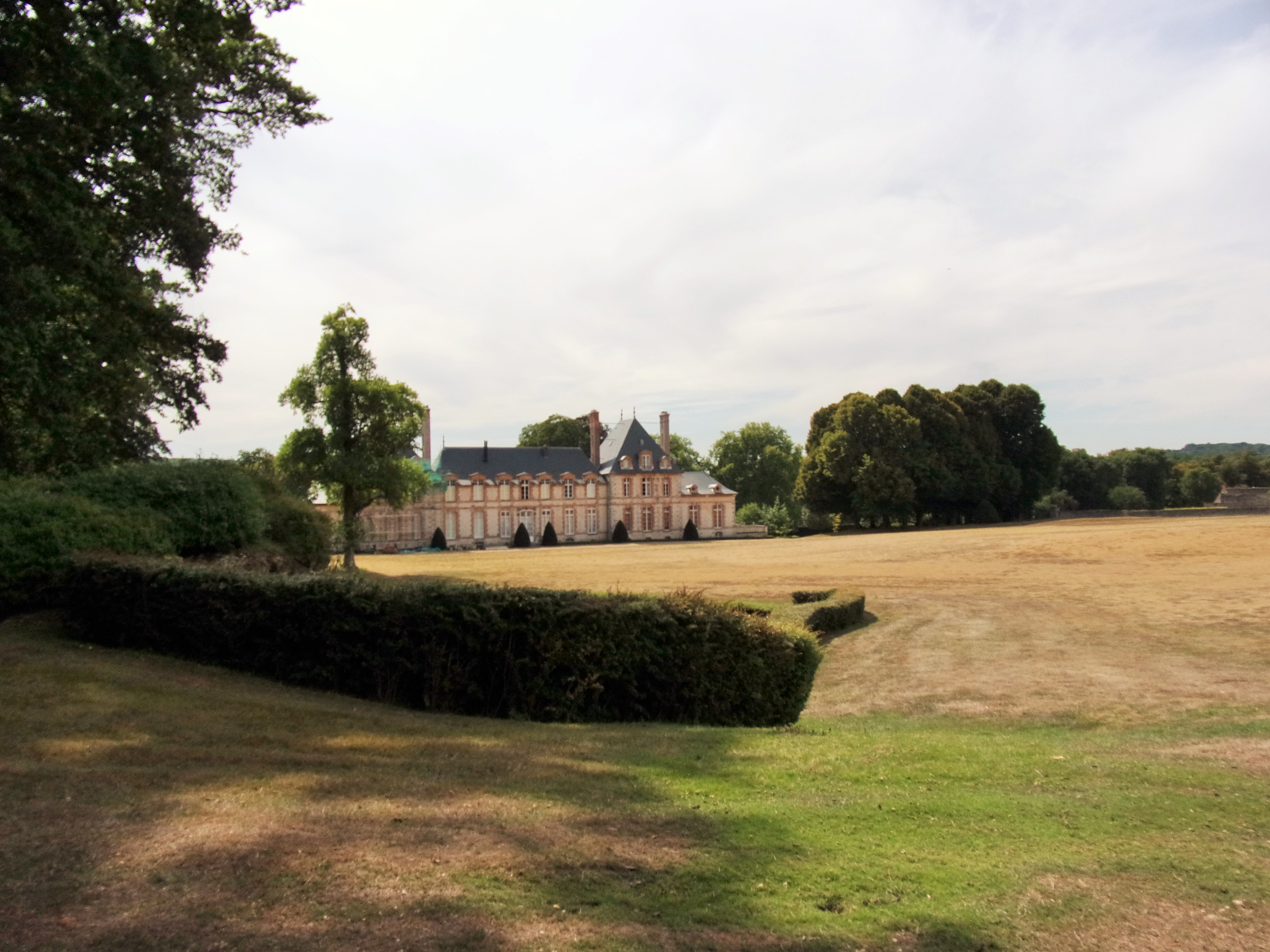
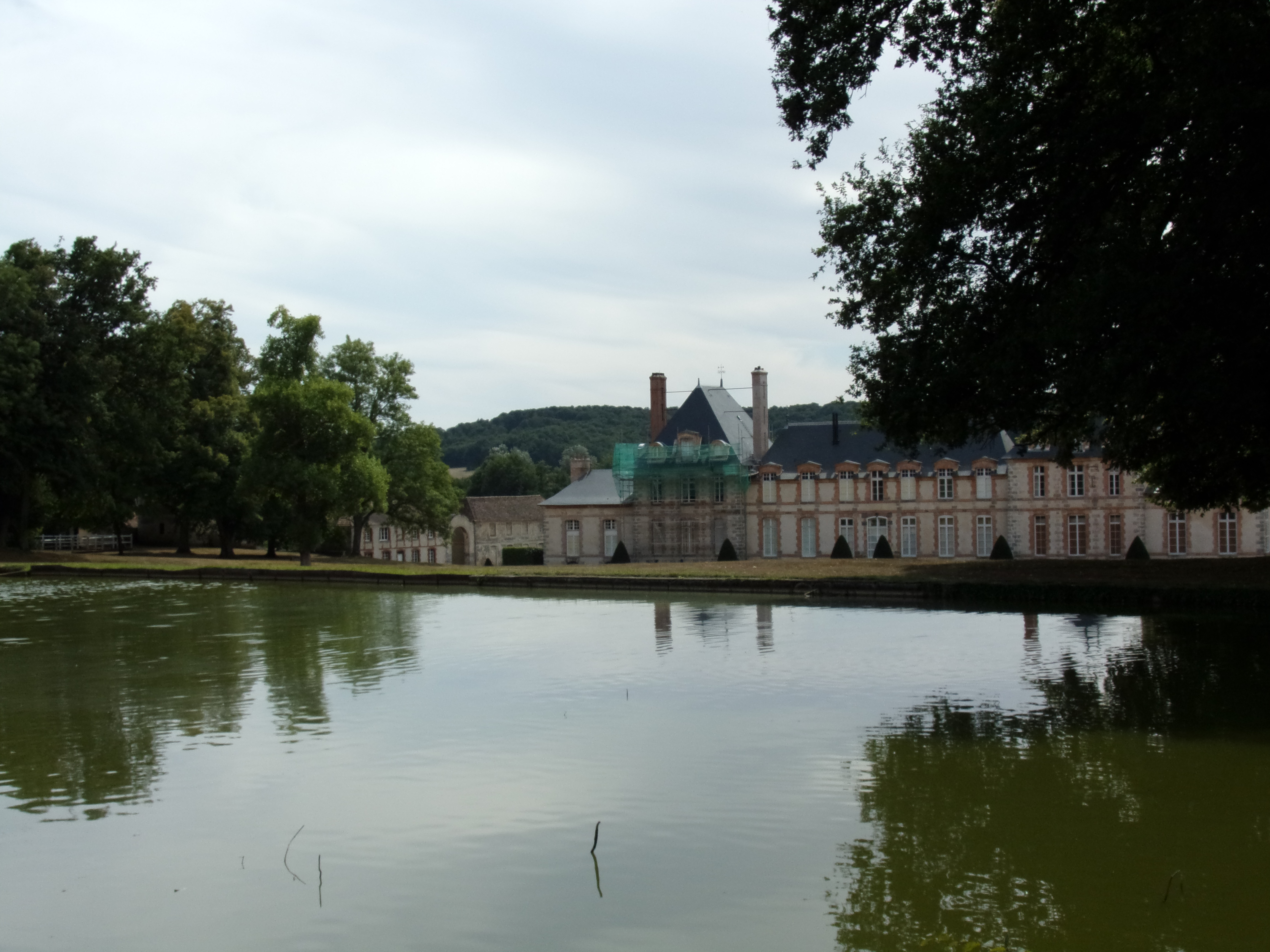
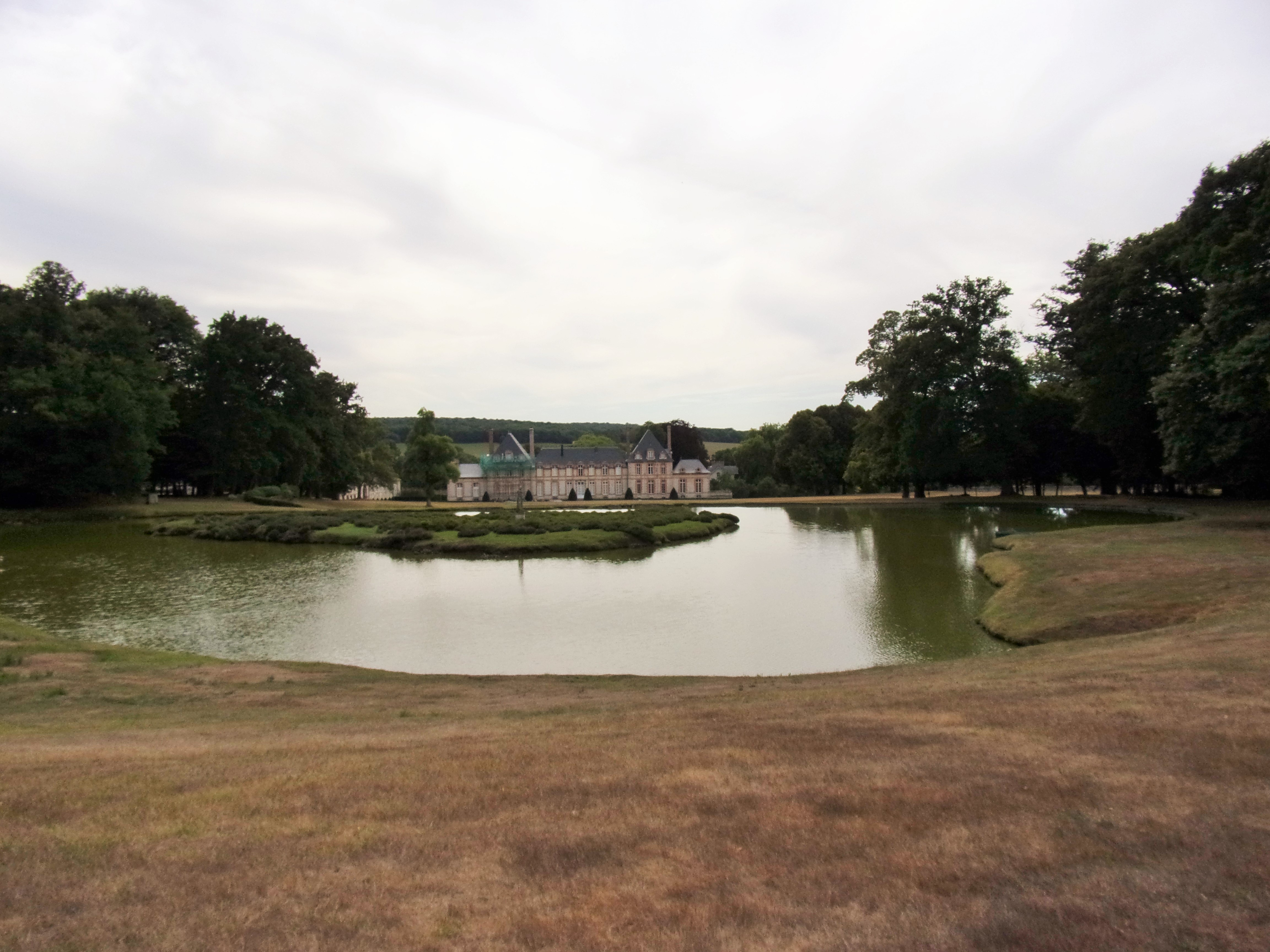
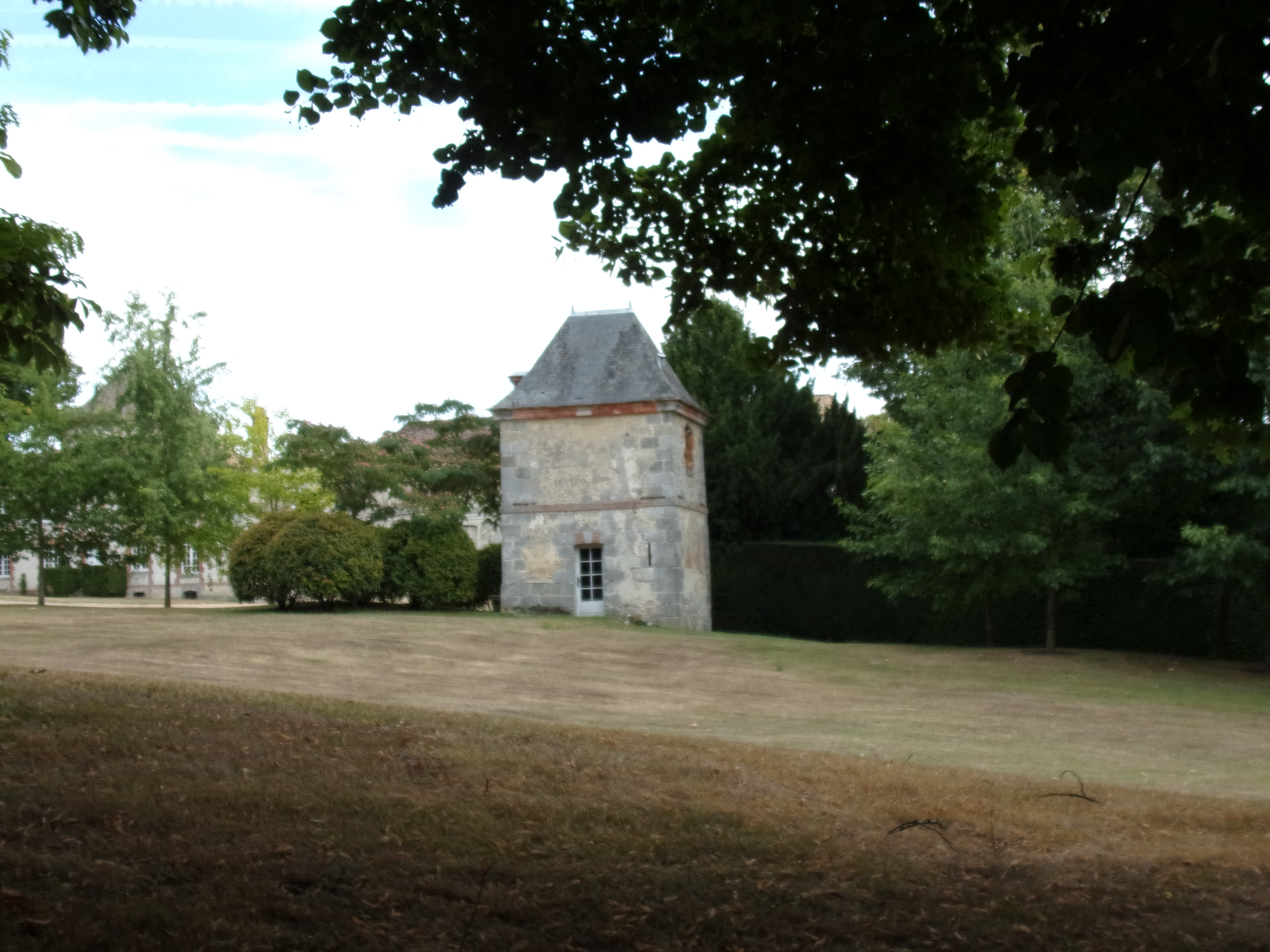

## Protection
- Les façades et toitures, le vestibule, l'escalier et le salon à décor Empire (cad. A 9) font l'objet d'un classement parmi les monuments historiques par arrêté du 24 mai 1974[4].
- Le parc est inscrit sur l'inventaire supplémentaire des monuments historiques également par arrêté du 24 mai 1974[4].

## Pour approfondir